# 안나 마리아 루이자 데 메디치
안나 마리아 루이자 데 메디치(Anna Maria Luisa de'Medici, 1667년 8월 11일 ~ 1743년 2월 18일)는 메디치 가문의 마지막 직계 후손이다. 토스카나 대공 코시모 3세와 오를레앙의 마르게리타 루이사 사이에서 고명딸로 태어났다. 어머니 마르게리타 루이사는 오를레앙 공작 가스통과 로렌의 마르그리트의 딸로, 피렌체에서의 궁정 생활에 적응하지 못하고 1675년 프랑스에 돌아갔다. 안나는 할머니 비토리아 델라 로베레의 손에 키워졌고 수많은 결혼 협상 끝에 1691년 팔츠 선제후 요한 빌헬름과 결혼했다. 남편과의 사이에 아이는 없었지만 결혼 생활은 원만했고 안나는 팔츠의 선제후비로서 많은 예술가들을 후원했다. 1716년 요한 빌헬름이 세상을 떠나자 안나는 고향 피렌체로 돌아왔다. 몇 년 뒤 부친 코시모 3세의 뒤를 이어 남동생 잔 가스토네 데 메디치가 토스카나 대공으로 즉위했다. 잔 가스토네는 방탕한 생활을 보내다 1737년 세상을 떠났다. 그의 사후 토스카나 대공국은 합스부르크 왕가의 지배를 받게 되었지만 메디치 가문의 재산은 무사했다. 오랜 기간 예술가들을 후원해온 메디치 가의 방대한 컬렉션은 안나가 상속하게 되었고, 안나는 이들 컬렉션을 피렌체에서 반출하지 않는다는 조건 하에 토스카나 정부에 기증했다. 1743년 그녀의 사후 메디치 가의 컬렉션은 우피치 미술관의 전신이 되었다.

## 참고 문헌
- 김현종, 《유럽인물열전》, 마음산책, 2002